# Mimoso (Santo Antônio de Leverger)

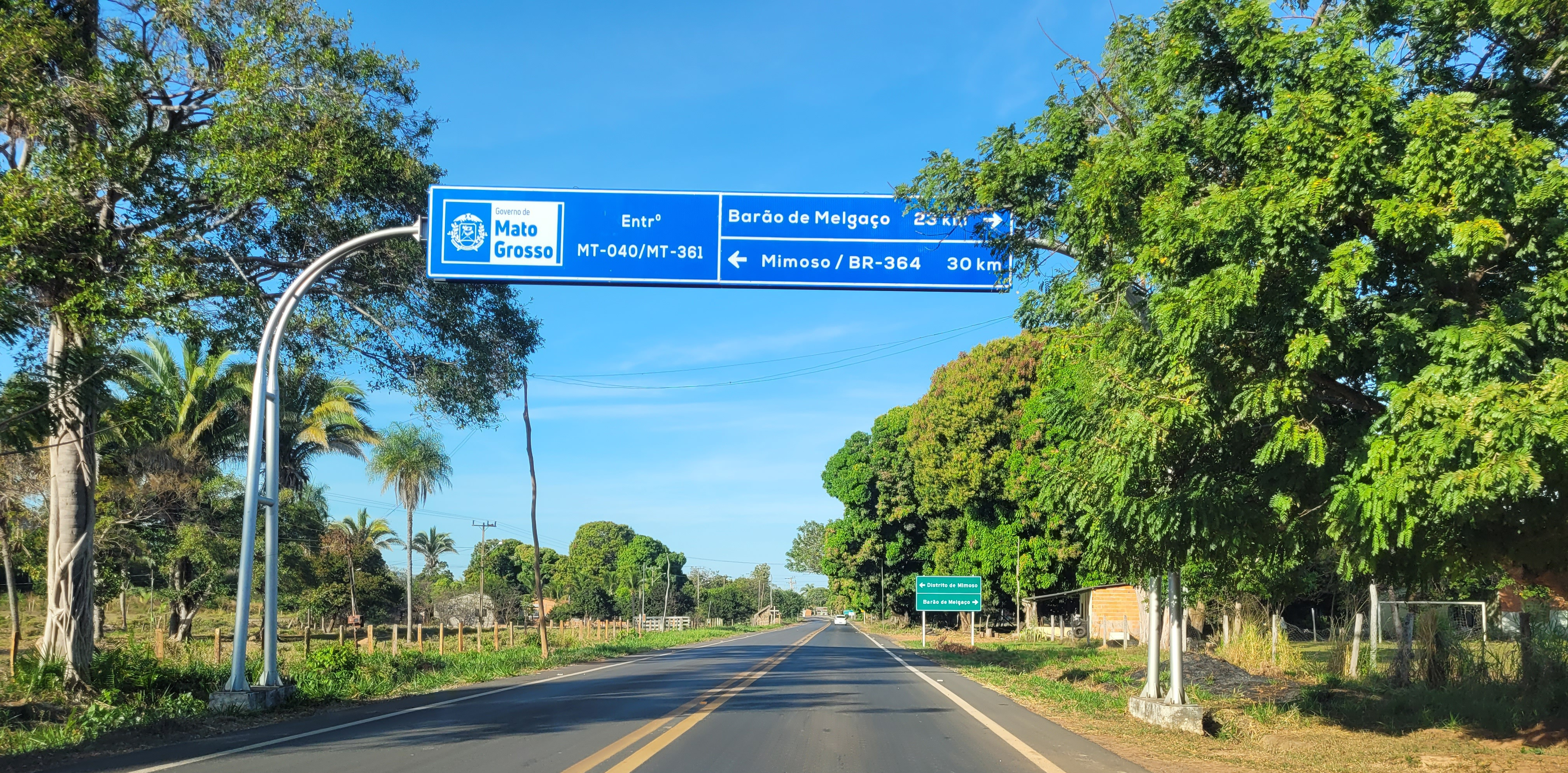
Placa na estrada sinalizando o caminho para o distrito de Mimoso

Mimoso é um distrito do município brasileiro de Santo Antônio de Leverger, no estado de Mato Grosso. Segundo o censo demográfico de 2022, realizado pelo Instituto Brasileiro de Geografia e Estatística (IBGE), sua população era de 1 817 habitantes e havia 578 domicílios particulares permanentes ocupados. Foi criado pela lei estadual nº 1.178 de 17 de dezembro de 1958.
De acordo com o IBGE, em 2010 a população era de 2 763 habitantes e havia 1 258 domicílios particulares.
Todo ano é realizada a festa tradicional em homenagem ao Divino Espírito Santo em Mimoso, onde os festeiros doam a comida que é distribuída de graça a todos, com o objetivo de promover a união na comunidade.